# 阿尔尼亚
阿尔尼亚（Arnia），是印度查谟-克什米尔邦Jammu县的一个城镇。总人口9057（2001年）。

## 人口
该地2001年总人口9057人，其中男性4691人，女性4366人；0—6岁人口1131人，其中男622人，女509人；识字率65.50%，其中男性为72.33%，女性为58.15%。